# 董恭
董恭（?—?），字君孟，西汉云阳（今陕西淳化县西北）人，董贤之父。
董恭开始担任御史，作为御史大夫孔光的属吏。他的儿子董贤受到汉哀帝宠幸，他被擢升为少府，赐爵关内侯，给食邑，转任卫尉。他的女儿也被选入立为昭仪，受到的赏赐以千万数。董氏的亲属都被任为侍中、诸曹、奉朝请。汉哀帝死後，董贤被逼自杀，他受株连免官，举家贬谪到合浦郡。
| 前任： 趙昌 | 西汉少府 前3年—前2年 | 繼任： 孫雲 |
| 前任： 孫雲 | 西汉卫尉 前2年—前2年 | 繼任： 弘譚 |